# 범어사 선문촬요 책판
범어사 선문촬요 책판(梵魚寺 禪門撮要 冊版)은 부산광역시 금정구 범어사에 있는 책판이다. 1999년 9월 3일 부산광역시의 유형문화재 제29호 선문촬요책판(禪門撮要冊版)으로 지정되었다.되었다가, 2014년 10월 1일 범어사 선문촬요 책판(梵魚寺 禪門撮要 冊版)으로 문화재 명칭이 변경되었다.

## 개요
이 책은 달마대사 이래로 여러 선사가 선(禪)을 공부할 때 지침으로 지은 글들을 모아 엮은 책이다.
이 책의 판은 본래 상·하 2권 2책으로 구성되었는데, 판수는 모두 118판으로 모두 온전하게 잘 보존되어 있다. 상권은 중국의 유명한 스님들의 글을 실었으며, 하권은 우리나라 고승들의 글을 실어 엮었다. 
간행한 기록에 의하면 이 책은 처음 1907년 경북 청도군 운문사에서 처음으로 간행하고, 그 후 경남 금정산의 범어사로 옮겨졌으며, 다시 그 나머지를 1908년 범어사에서 발간하였다고 한다.

## 참고 문헌
- 선문촬요책판 - 국가유산청 국가유산포털
- 이 문서에는 문화재청에서 공공누리 제1유형으로 배포된 자료를 바탕으로 한 내용이 포함되어 있습니다.